# Marie Gustave Hector Ohier
Pour les articles homonymes, voir Ohier.

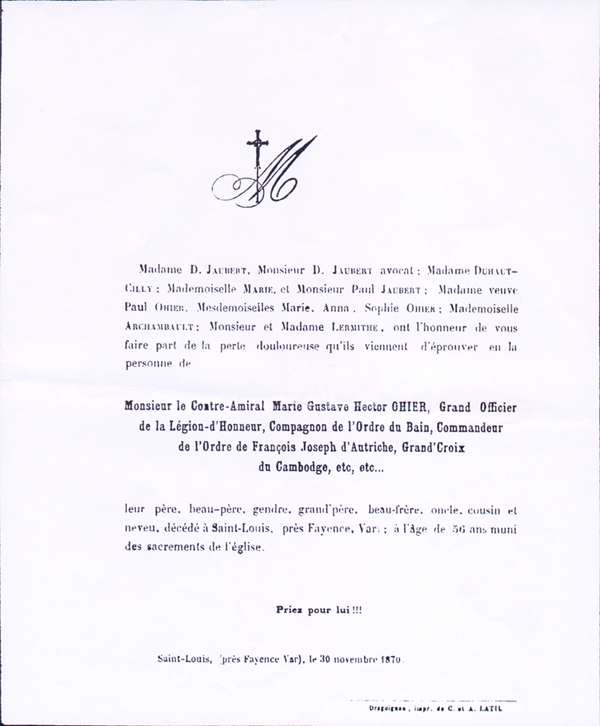
Faire-part de décès

Marie Gustave Hector Ohier est un marin et officier général français, né à Mondoubleau le 5 août 1814 et mort le 30 novembre 1870 . 

## Biographie
Il est le fils d’Antoine Alexandre Marie Ohier qui est alors Marchand-fabricant, et de Pauline Dehargne.
Admis à l'École navale le 15 septembre 1830, élève de 2e classe le 20 octobre 1831 puis élève de 1re classe le 1er octobre 1833, il embarque sur La Meuse, Le Castor, La Bayonnaise, La Sirène, La Camille.
Il fait les campagnes d’Afrique, du Levant, du Chili, participe au blocus de Buenos Aires et à la prise de l’île fortifiée de Martín García entre l’Argentine et l’Uruguay.
Enseigne de vaisseau (10 avril 1837), il est nommé chevalier de la Légion d'honneur le 10 août 1839 et sert sur La Vénus et L’Amazone. Lieutenant de vaisseau (1er novembre 1843), il embarque sur Le Labrador. Il est aide de camp de l’amiral Dupetit-Thouars, à Toulon, jusqu’en 1848.
De 1850 à 1852, il commande La Sentinelle, bateau stationnaire à Constantinople. Il est décoré de la Croix d’argent de l’ordre grec du Sauveur. Capitaine de frégate le 17 août 1852, en 1853, il est commandant en second du Friedland et participe à la guerre de Crimée. Pendant le siège de Sébastopol, il commande les batteries navales.
Capitaine de vaisseau (5 octobre 1855), de 1856 à 1858, il commande le Suffren, le bateau-école des canonniers, puis la Division des Équipages, à Toulon.
Le 3 janvier 1856, il est fait « Compagnon de l’Ordre du Bain » (Grande-Bretagne). Le 9 janvier 1857, il reçoit la médaille d’argent de la Valeur Militaire (Italie) et le 30 décembre 1857, il est fait officier de la Légion d'honneur.
Nommé officier de l’ordre royal militaire de Savoie (Italie) le 27 mai 1860, pour « services rendus pendant la guerre d’indépendance de l’Italie », il prend le commandement de la Gloire en 1960, qui est le premier navire cuirassé en service dans le monde.
Il est fait Commandeur de la Légion d'honneur le 18 septembre 1860, puis Grand Croix du Cambodge. Il commande alors successivement le vaisseau de 120 canons Ville de Paris, puis la frégate cuirassée à éperon Solférino.
Le 2 décembre 1864, il est nommé contre-amiral. Il commande de 1867 à 1869, la division navale des mers de Chine et du Japon. En 1867, alors qu’il part au Japon sur l’Hermione, il est rappelé à Saïgon pour prendre le poste de Gouverneur par intérim de la Cochinchine. En effet, l’Amiral de la Grandière, qui remplissait cette fonction, est tombé malade et a dû rentrer en France. 
Il est Gouverneur par intérim de Cochinchine du 4 avril 1868 au 10 décembre 1869. Le 15 août 1869, il est nommé Grand Officier de la Légion d'honneur.
Il est signataire du traité de la rive Ouest du Mékong le 25 août 1869.
Il est mort de « cochinchinite » le 30 novembre 1870 à  Tourrettes (Var) dans sa propriété de Saint-Louis. Il avait alors le grade de contre-amiral.